# Cissus palmata
Cissus palmata är en vinväxtart som beskrevs av Jean Louis Marie Poiret. Cissus palmata ingår i släktet Cissus och familjen vinväxter. Inga underarter finns listade i Catalogue of Life.